# Broch von Burgar

Querschnitt eines Brochs

Die Reste des Broch von Burgar sind, abgesehen von einem etwa 15,0 m langen und 2,7 m hohen Bereich der nördlichen Außenwand, abgetragen. Der Broch liegt in der Gemeinde Evie and Rendall auf Mainland, der Hauptinsel der Orkney in Schottland. Ein gleichnamiger Broch liegt in der benachbarten Gemeinde Sandwick.
Die Spuren von Zellen oder Galerien können noch auf der Oberfläche erkannt werden. F. W. L. Thomas beschrieb ihn im Jahre 1851 als teilweise noch 4,3 m hoch, mit 18,3 m im äußeren Durchmesser und mit etwa 5,2 m dicken Wänden. Angeblich hat, so berichtet der „Orcadian“ (Zeitung) am 10. Januar 1863, ein gewisser Gordon nach 1825 zwei Skelette und Bernstein- und Silberobjekte in einer Urne gefunden und ins Meer geworfen, um sie nicht der Krone übergeben zu müssen. Zwei feine Goldarmbänder, die vom Broch stammen sollen, befanden sich laut D. Wilson 1851 und einer Notiz von G. Petrie im Besitz des Grafen von Zetland. Eine polierte Knochennadel und etwa 30 Scherben von rauer, unverzierter Töpferware wurden laut B. Bell 1980 gefunden.
Der wie viele orkadische Anlagen meernah aufgeführte Broch läuft Gefahr durch die Klippenerosion zerstört zu werden.
Der Broch lieferte keine Daten zur Altersbestimmung. Der früheste, durch C14-Datierung gesicherte Baubeginn von Brochs liegt nach derzeitigem Kenntnisstand etwa 400 v. Chr. Die längste, gleichfalls durch C14-Datierung gesicherte, wohl ununterbrochene Nutzung, reicht bis ins späte 8., möglicherweise sogar ins 9. Jahrhundert n. Chr. Der Großteil der Bauwerke entstand zwischen 200 v. Chr. und 200 n. Chr.